# Scutellospora trirubiginopa
Scutellospora trirubiginopa är en svampart som beskrevs av X.L. Pan & G.Yun Zhang 1997. Scutellospora trirubiginopa ingår i släktet Scutellospora och familjen Gigasporaceae.   Inga underarter finns listade i Catalogue of Life.